# 拉斐尔故居

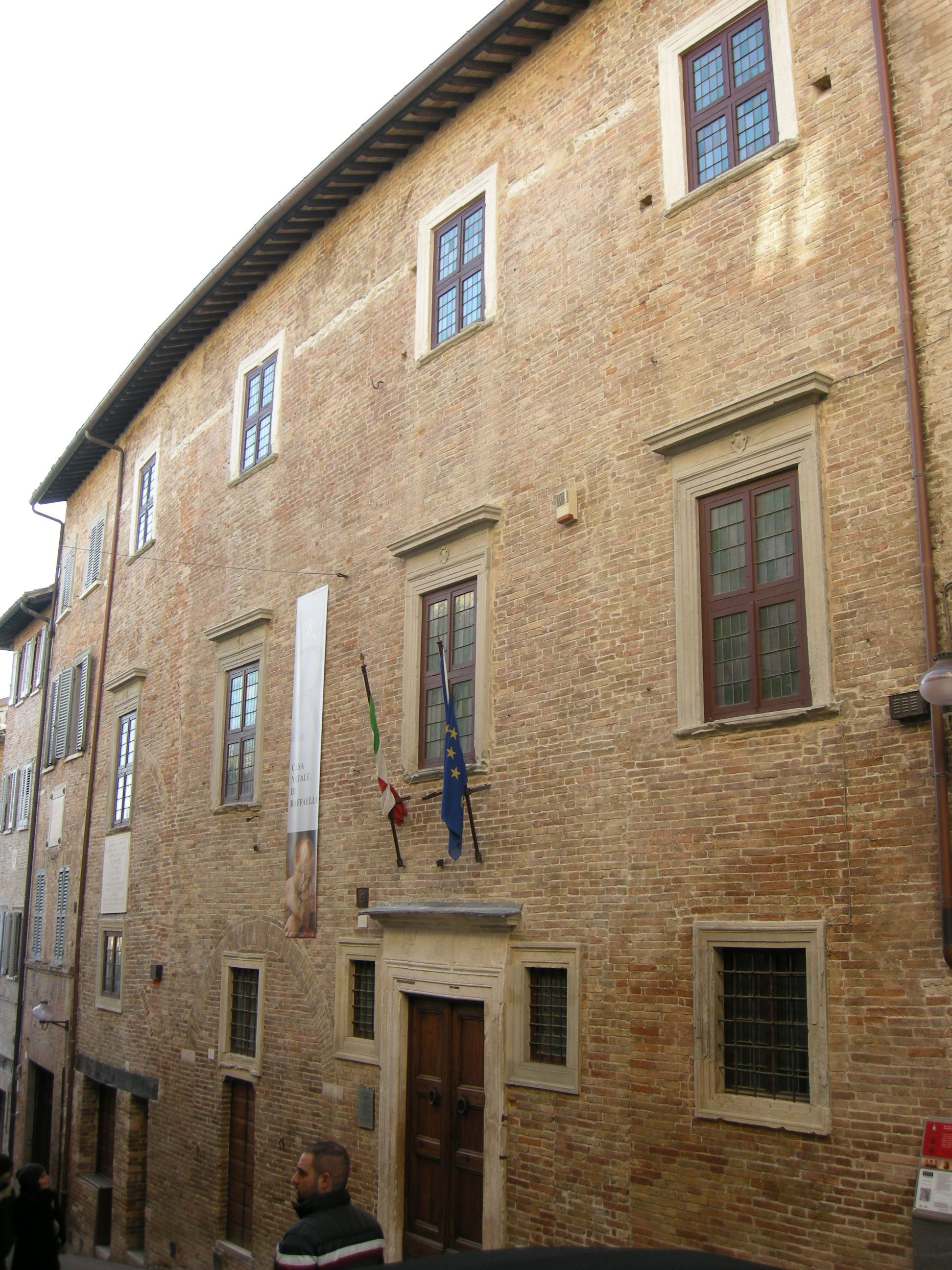

拉斐尔故居（Casa natale di Raffaello）或桑蒂故居（Casa Santi）是乌尔比诺的一所博物馆，位于拉斐尔街（Via Raffaello）。

## 历史和描述
拉斐尔于1483年出生在这所房子，建于十四世纪。他的父亲，画家、诗人乔瓦尼·桑蒂（Giovanni Santi）自1460年就住在这里。
1837年，在此成立了拉斐尔学院（Accademia Raffaello）。
在此展出拉斐尔、多纳托·伯拉孟特的作品以及乌尔比诺文艺复兴时期的世界闻名的陶器。二楼是学院所在地，现在保存罕见的手稿和版本。学院不断举办现代和当代艺术的小型展览，几乎总是与美术学院合作。

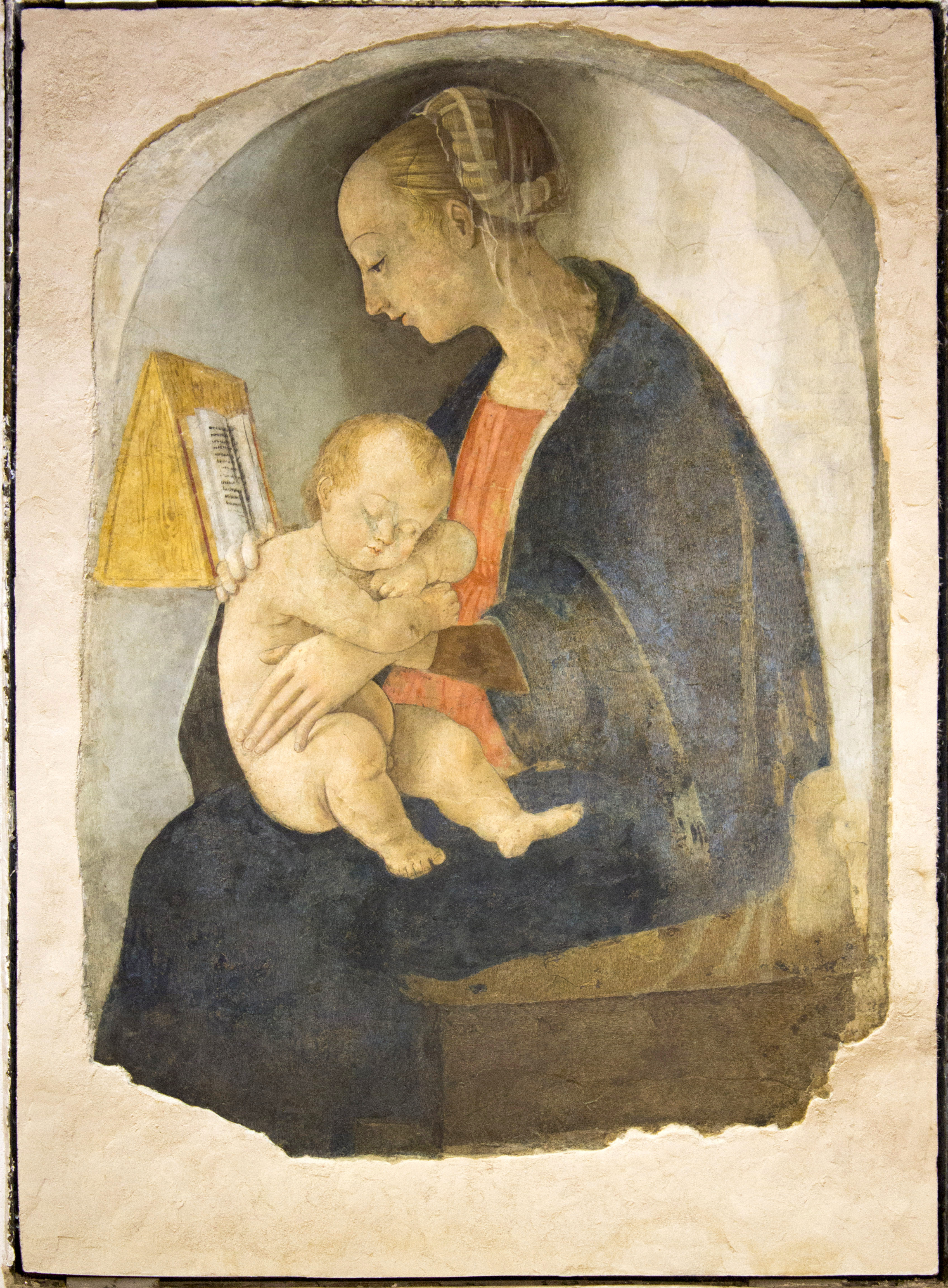
圣母子
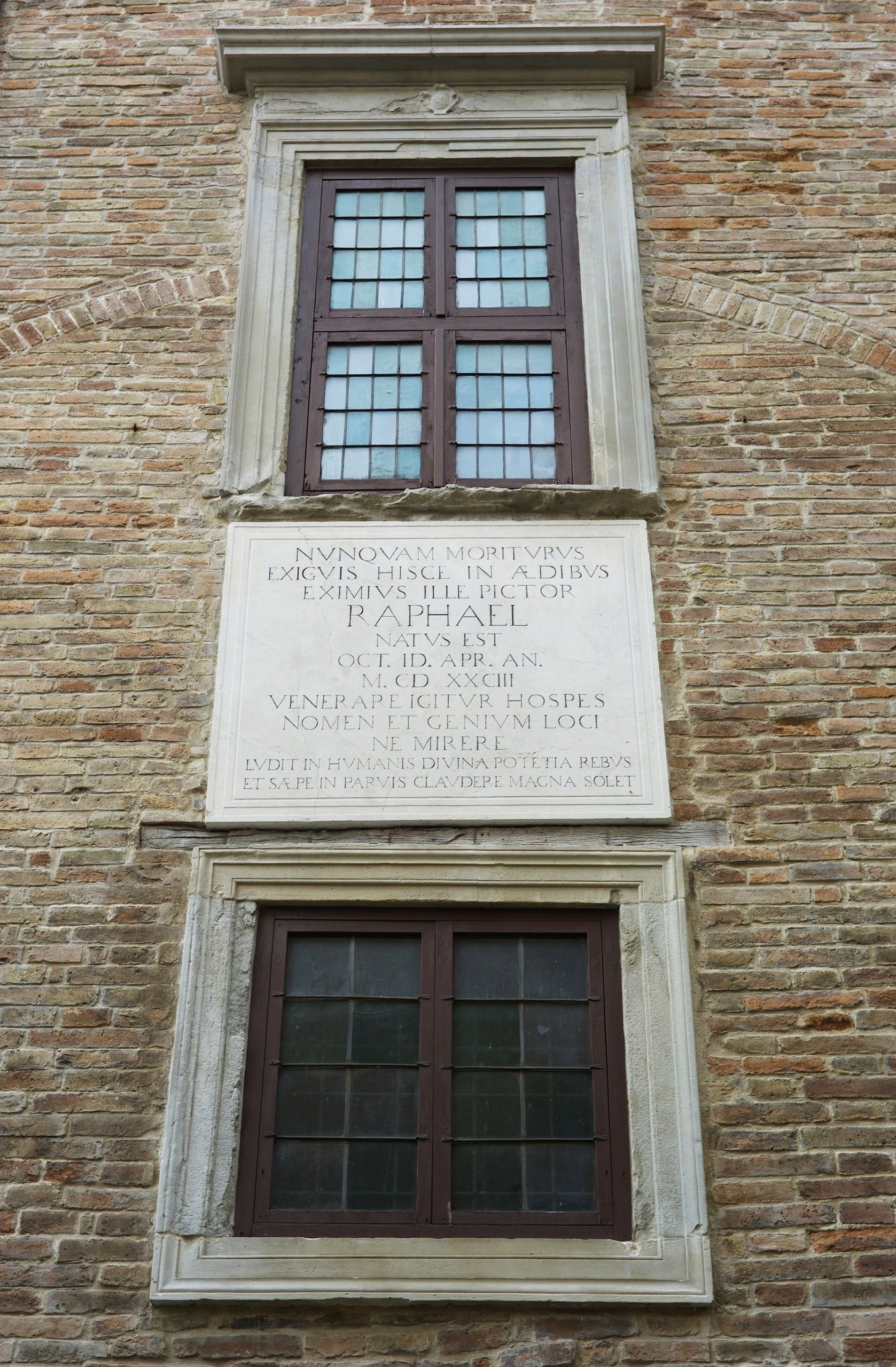